# 3786 Yamada
3786 Yamada este un asteroid din centura principală, descoperit pe 10 ianuarie 1988 de Tokuo Kojima.